# Écozone indomalaise : plantes à graines par nom scientifique

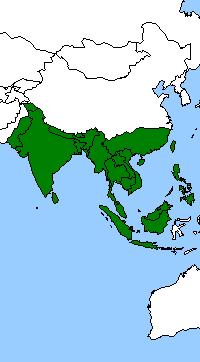
Flore : écozone indomalaise

## A
- Abrus - Fabacées
  - Abrus precatorius -- Black-eyed Susan, rosary pea
- Acalypha - Euphorbiacées
  - Acalypha hispida - Queue de chat ou Ricinelle
  - Acalypha indica - Ortie de l'Inde
- Actinidia - Actinidiacées
- Aeschynanthus - Gesnériacées
  - Aeschynanthus speciosus - Aeschynanthus
- Aerides - Orchidacées
- Aglaonema - Aracées
  - Aglaonema commutatum - Aglaonema
- Angraecum - Orchidacées
- Averrhoa - Oxalidacées
  - Averrhoa carambola - Carambole

## B
- Benincasa - Cucurbitacées
  - benincasa hispida - Courge cireuse, Bénincasa

## C
- Cananga - fam. Annonacées
  - Cananga odorata - Ylang-ylang
- Caryota - fam. Arecaceae
  - Caryota mitis - Palmier céleri

## D
- Durio - Bombacacées
  - Durio zibethinus - Durion

## F
- Fortunella - Rutacées
  - Fortunella margarita - Kumquat

## H
- Hanguana - fam. Hanguanaceae

## L
- Lodoicea - Arécacées
  - Lodoicea maldivica - Cocotier de mer

## M
- Meconopsis - Papavéracées
  - Meconopsis betonicifolia - coquelicot bleu de l'Himalaya
- Musa - Musacées

## P
- Paphiopedilum - Orchidacées
  - Paphiopedilum argus
  - Paphiopedilum barbatum
  - Paphiopedilum charlesworthii
  - Paphiopedilum dianthum
  - Paphiopedilum fairieanum
  - Paphiopedilum fowlei
  - Paphiopedilum glaucophyllum
  - Paphiopedilum gratixianum
  - Paphiopedilum hirsutussimum
  - Paphiopedilum rothschildianum
  - Paphiopedilum spiceranium
  - Paphiopedilum wolteranium
- Pogostemon - Lamiacées
  - Pogostemon cablin - Patchouli